# Vall, Hogrän och Atlingbo församling
Vall, Hogrän och Atlingbo församling är en församling i Eskelhems pastorat i Medeltredingens kontrakt i Visby stift i Svenska kyrkan. Församlingen ligger i Gotlands kommun i Gotlands län.

## Administrativ historik
Församlingen bildades 2006 genom sammanslagning av Valls församling, Hogräns församling och Atlingbo församling. Församlingen bildar sedan 2006 pastorat med Eskelhem-Tofta församling.

## Kyrkor
- Atlingbo kyrka
- Hogräns kyrka
- Valls kyrka